# Scheloribates pallidulus
Scheloribates pallidulus är en kvalsterart som först beskrevs av Koch 1841.  Scheloribates pallidulus ingår i släktet Scheloribates och familjen Scheloribatidae. Inga underarter finns listade i Catalogue of Life.